# Вюргер різнобарвний
Вюргер різнобарвний (Chlorophoneus multicolor) — вид горобцеподібних птахів родини гладіаторових (Malaconotidae). Мешкає в Західній та Центральній Африці. Утворює надвид з чорнолобим вюргером.

## Підвиди
Виділяють три підвиди:
- C. m. multicolor (Gray, GR, 1845) — поширений від Сьєрра-Леоне до Камеруну;
- C. m. batesi Sharpe, 1908 — поширений від південного Камеруну до західної Уганди і північно-західної Анголи;
- C. m. graueri (Hartert, E, 1908) — поширений на сході ДР Конго, на південному заході Уганди і на заході Руанди.

## Поширення і екологія
Різнобарвні вюргери живуть в тропічних гірських, рівнинних і заболочених лісах на висоті до 2500 м над рівнем моря.